# خيط فضي رفيع
خيط فضي رفيع (بالروسية: "Тонкая серебристая нить") و (بالانجليزية: Thin Silver Thread) هي عبارة عن مجموعة من القصص كتبتها الكاتبة بولينا زيريبتسوفا عام 2015 والتي تصور حياة المواطنين في غروزني خلال حروب الشيشان. وقد أبدعت الكاتبة هذه المجموعة من عام 2005 حتى عام 2015. تطلع، هذه القصص، القارئ على الحياة خلال الحرب، وهي انعكاس فني لما رأته واختبرته بولينا زيريبتسوفا في جمهورية الشيشان. تم تقديم هذا الكتاب في مركز أندري ساخاروف بتاريخ 13.11.2015.
وبحسب فونتانكا رو، كان هذا الكتاب من ضمن «أفضل 10 كتب في خريف عام 2015».

## مميزات هذا النوع ومشاكله
يعد الدليل الوثائقي هو حجر الأساس في قصص بولينا زيريبتسوفا. فالمزج العالي المستوى بين المميزات الوثائقية والمميزات الفنية حتى أن ذلك جعل النقاد يقولون أنها حققت هدف تعليم الجيل القادم. بالإضافة إلى التسجيل التاريخي، فإن قصصها تحتوي أيضاً على روحانيات، ظواهر غير مفسره ورحلات عبر الأحلام.
تعد كل واحدة من القصص تكملة لما قبلها وتجمع كل القصص في نص واحد مستمر. فالأبطال يتجولون من قصة حرب لأخرى، كما فعلت نماذجهم الحقيقة على شوارع غروزني. وقد أقرت الكاتبة بأنها لم تغير من أسماء الموتى أبداً؛ لكي تحتفظ بذكراهم في قلوب الناس.

## النقد
هناك تغيير في اسلوب النص. فبدلاً من الشهادة الوجودية استخدمت اللغة السلسة، مثال من عينة من نثر أطفال السوفيت. لم يكتب أي شخص قبل بولينا زيريبتسوفا عن حرب الشيشان بهذا الشكل؛ فلقد رأينا بعض المذابح والعنف القائم لكن كانت تقوم أدمغتنا بتطهيره دائماً.
 «خيط فضي رفيع» هي قصة الأطفال الغير خيالية والسوداء؛ فقد اختبرنا ذلك الخوف الباطني من الشَعْر النامي خلال العشب حيث مكان الدفن في الحديقة، أكثر بكثير من أي تقرير من التقارير التي كتبها اندريه بابيتسكي.
 بيتر سيلاف .
جعلت الكاتبة العديد من النصوص محيرة بشكل متعمد، حتى أنه توجد عوالم متوازيه، وبعض من الأداء الذي يحدث في حلم. ولكن في كل من تلك النصوص سيرى القارئ مشاعر قوية ومحاولة جديدة لفهم ما حدث في الشيشان أثناء طفولة الكاتبة. قصص الكاتبة بولينا زيريبتسوفا هي نثر قوي بالغ. أريد أن أضيف الجملة «مبني على أحداث حقيقية» لكل قصة نُشِرت في «خيط فضي رفيع».
سيرجي شباكوفسكي
 الكاتبة متواجدة في كل قصة: كواحدة من الأبطال أو كراوية للأحداث. إنها لا تتوارى تحت أسماء وهمية ولا تحاول أن تظهر شيئاً غير خيالي على أنه كذلك. هذا أدب نمى نتيجة تجارب شخصية واقعية ومتحرر من اختراعات الكُّتاب سيئي السمعة، النوع الشائب والأسلوب المزين.

تم وصف الحرب بعفوية طفولية وبنفس القسوة الطفولية وابتكار كتابي عالي المستوى. على الرغم من خفة الأسلوب، تتطلب قراءة هذا النثر قدر مؤكد ومعقول من القوة الداخلية. حقيقة أن القصص قصيرة تقول الكثير عن سخاء الكاتبة، التي تدرك أن القارئ سيحتاج فواصل متكررة. إذا قمنا بإزالة الفواصل بين النصوص، كل النصوص ستتحول إلى نبضة واحدة موحدة ومتماسكة. وهذا هو بالضبط ما يفرق بين الأدب الحقيقي وتوأمه من الادب متعدّد الوجوه.
سيرجي كوميش

## تفاصيل النشر
فازت القصة «ملاك صغير» بالمنافسة الدولية المسماة باسم يانوسز كورزاك في بيت المقدس عام 2006، والتي حضرها كتاب من 37 دولة. بينما تم نشر القصتان «زينة» و «اثنان متر مربع» في مجلة موسكو المسماة «ميدفيدج» عام 2014. اشتملت المجموعة «خيط فضي رفيع» على 33 قصة للكاتبة.

## الشخصيات
فتاة تدعى بولينا.
والدتها إلينا.
جيرانهم أثناء الحرب: سلطان، مريم، إدريس، نينا، ناستازيا، روميسا، رامزان، زينة، فاطيمة، فيرا، مدينة، وآخرون.

## روابط خارجية
- The Guardian
- Polina : ses 14 ans sous les bombes
- Лучшие книжные новинки с 24 августа по 6 сентября